# Тит Квінкцій Фламінін
Тит Квінкцій Фламінін (лат. Titus Quinctius Flamininus) (229/228—174 рр. до н. е.) — давньоримський полководець та політичний діяч з патриціанського роду Квінкціїв, відомий насамперед як завойовник Греції, консул 198 року до н. е.
Почав свою кар'єру в часи Другої пунічної війни: був військовим трибуном під керівництвом Марка Клавдія Марцелла (208 рік до н. е.), був пропретором Калабрії в 205—204 роках до н. е., після завоювання Тарента був правителем цього міста. Пізніше входив до складу двох комісій з питань землеустрою. Переступив у своєму Cursus honorum ступені Еділітета і Претури, був обраний консулом на 198 р. до н. е. і став головнокомандувачем римської армії під час Другої Македонської війни.
Вже під час першої своєї компанії на Балканах (198 р. до н. е.) Фламінін добився повної зовнішньополітичної ізоляції Македонії. Під час початкових переговорів з царем Філіппом V він висунув суворі вимоги, які були відкинуті. 197 року до н. е. у вирішальній битві при Кіноскефалах Тит Квінкцій отримав повну перемогу над македонською армією. Після цього Філіпп V був змушений погодитися на мир, за яким його володіння обмежувалися власне Македонією, а його зовнішня політика підпорядковувалася інтересам Риму. 196 року до н. е. Фламінін об'явив про надання еллінам волі. До 194 року до н. е. він перебував у Греції як проконсул і за цей час Фламінін організував новий політичний устрій та розбив спартанського тирана Набіса.
При поверненні до Риму Тит Квінкцій відсвяткував триденний тріумф. Він використав свою політичну славу, здобуту завдяки великим військовим перемогам, щоб зробити консулом брата, Луція Квінкція, який переміг на виборах креатуру Сципіона Африканського. У 192—191 роках до н. е. Фламінін знову знаходився у Греції як легат і проводив тут дипломатичну підготовку до війни з Антіохом III Селевкідом. 189 року до н. е. його обрано цензором, він переміг у напруженій передвиборній боротьбі ряд конкурентів, серед яких був і Марк Порцій Катон. Остання згадка про Тита Квінкція в джерелах належить до 183 року до н. е., коли він очолив посольство до Віфінії. Він вимагав у місцевого царя видачі Ганнібала, який переховувався у цій країні. Наслідком цих подій стало самогубство карфагенського полководця.
Фламінін помер ймовірно у 174 році до н. е.

## Джерельна база
Біографія Тита Квінкція отримала всеосяжне освітлення у творах античних авторів. Серед основних джерел можна виділити три твори. Першим є «Загальна історія» Полібія. У книгах XVIII, XXII і XXIII «Загальної історії» міститься систематичне викладення подій Другої Македонської війни і численні згадки про Фламініна у контексті як вищеназваної війни, так і в контексті з іншими подіями першої половини II століття до н. е. Полібій хотів розглянути усі можливі аспекти, які так чи інакше впливали на історичний розвиток відповідної доби, тому в його творі викладений цілий ряд фактів, яких не можна знайти в інших джерелах. Другим важливим джерелом є «Історія від заснування міста» Тита Лівія, який часто згадує Тита Квінкція у книгах XXXI — XLI. Як джерела він використовує як Полібія, так і ряд римських істориків-анналістів, тобто традицію, незалежну від «Загальної історії». Третім важливим джерелом є «Порівняльні Життєписи» Плутарха. У II столітті цей грецький письменник включив біографію Фламініна до своєї збірки (разом з біографією Філопемена). Джерелами для нього стали Полібій, Тит Лівій, Валерій Анціат та інші автори. Крім того, Фламінін фігурує в деяких інших античних текстах, але здебільшого лише згадується. Більшість цих згадок не мають самостійної історичної цінності, адже скоріш за все вони є банальними виписками з Лівія.
В історіографії про Тита Квінкція розповідається в загальних оглядах історії Римської республіки (наприклад, у Теодора Моммзена і С. Ковальова). Про командування Фламініна під час Другої Македонської війни пише, зокрема, радянський історик-антикознавець А. Шофман. Внутрішньополітичній боротьбі в Римі, в які брав участь Фламінін, вже маючи за плечима славу успішного полководця, присвячені декілька наукових трудів, в яких вивчається здебільшого біографія його гіпотетичного суперника, а потім опонента — Марка Порція Катона. Окремі епізоди його біографії розглядаються у книзі радянського історика Н. Трухіної, присвяченої насамперед двом Сципіонам..
Перші наукові праці, в яких розповідається переважно про Тита Квінкція, створені ще у XIX столітті. Велика ґрунтовна стаття, яка містить огляд усіх першоджерел, була написана Г. Генделем для енциклопедії «Паулі-Віссова» (1963 рік); в збірці 2000 року «Von Romulus zu Augustus. Große Gestalten der römischen Republik» («Від Ромула до Августа. Великі образи римської республіки») вийшла стаття Л. Гюнтера; врешті-решт, Р. Пфайльшифтер видав у 2005 році цілу монографію про Тіта Квінкція.

## Біографія

### Походження
Тит Квінкцій належав до патриціанського роду Квінкцієв. Номен Quinctius походить від преномена Quintus (Квінт), який являв собою простий чисельник. Деякі античні автори пов'язують появу Квінкціїв в історії Риму з часами Ромула і з початком святкування Луперкалій; згідно з Титом Лівієм, Квінкції поряд з Сервіліями, Геганіями, Куріаціями, Клеліями и Тулліями перебрались до Риму з Альба Лонги при третьому царі — Туллі Гостілії. У Капітолійських фастах представники цього роду регулярно згадуються, починаючи з 471 року до н. е., коли консулом у перший раз (з шести) став Тит Квінкцій Капітолін Барбат.
Єдиним джерелом, яке розповідає про походження самого Фламініна є фасти, які називають преномени його батька та діда — Тит та Луцій. Про цих двох Квінкціїв нічого невідомо; існує гіпотеза, що Луцій Квінкцій був фламініном, через що його нащадки і отримали когномен Фламінін. Згідно родовідної таблиці, складеної Г. Гунделем і заснованої більшою мірою на припущеннях, консул 208 року до н. е. Тит Квінкцій Криспін міг бути Фламініну двоюрідним братом.
У Тита Квінкція був старший брат Луцій, який народився близько 230 року до н. е. Питання про наявність інших братів та сестер залишається відкритим. Народження самого Тита в історіографії відносять до кінця 229 чи початку 228 року до н. е.

### Ранні роки та початок кар'єри
Про юність Тита Квінкція та отриману ним освіту нічого не відомо. Історикам залишається лише припускати, що Фламінін вже в дитинстві достатньо близько познайомився з грецькою мовою та грецькою культурою. Суттєвий вплив на долю Фламініна в ці роки повинна була справити Друга Пунічна війна, яка почалася у 218 році до н. е. Тит Квінкцій був надто юний, щоб брати участь у битві при Каннах (216 рік до н. е.), але не пізніше 212 року до н. е. він повинен був потрапити до складу діючої армії: починаючи з цього моменту на військову службу почали призивати молодих людей від 17 років, «а деяких і молодше».
Ймовірно, не пізніше, ніж в останні роки цієї війни (до 201 року до н. е.), Тит Квінкцій одружився, причому на жінці, яка так чи інакше належала до впливового патриціанського роду Фабіїв: якийсь Квінт Фабій, відправлений Фламініном у 197 році до н. е. з Греції в Рим, названий у Полібія племінником дружини Тита Квінкція, а у Лівія — ще точніше, сином сестри дружини. Німецький антикознавець Ф. Мюнцер тим не менш припускав, що мова могла йти швидше всього про сина брата; в цьому випадку Фламінін був одружений з Фабією. Саме через це у внутрішньополітичній боротьбі 200-х років до н. е. він повинен був находитися на боці фабіанської «партії», яка протистояла Корнеліям.
Перша згадка про Тита Квінкція в джерелах припадає на 208 рік до н. е., коли він був військовим трибуном в армії консула Марка Клавдія Марцелла, яка протистояла Ганнібалу в Апулії. Другим консулом, який теж підпорядковувався Марцеллу, був Тит Квінкцій Кріспін (ймовірно близький родич Фламініна). Але обидва консули загинули в цьому році, тому таким чином Тит Квінкцій втратив гіпотетичних союзників, які були б йому дуже корисні в наступних етапах його подальшої кар'єри..
У 205—204 роках до н. е. його задач на цій посаді міг бути захист комунікації армії, яка воювала з Ганнібалом у Бруттії. Г. Гундель робить висновок із заміток Лівія, що Тит Квінкцій до 205 року до н. е. вже деякий час командував військами у Таранто та його околицях і напевно використовував це, щоб продовжити своє знайомство з грецькою культурою. За словами Плутарха, комендант «прославився своїм правосуддям не менше, аніж військовими подвигами», і Р. Пфайльшифтер вважає, що це не пуста риторика. У ті роки Таранто знаходилося в дуже складній ситуації: в 212 році до н. е. його взяв Ганнібал, а в 209 році до н. е. його відбили римляни, після чого вони повернули у рабство 30 тисяч мешканців. Потім було оголошено, що тарантинці, які залишили батьківщину через карфагенську загрозу, можуть повернутися та отримати своє майно назад. Фламінін повинен був забезпечити виконання цієї обіцянки. Оскільки після 204 року до н. е. ані Таранто, ані Тит Квінкцій декілька років не згадуються у джерелах, то історик Е. Бедіан припускає, що повноваження Фламініна були подовжені й на 203 рік до н. е., а можливо і на 202 рік до н. е.. Р. Пфайльшифтер з цим не згодний і звертає увагу на те, що Лівій залишив детальну розповідь про розподіл владних повноважень у 203 році до н. е..
Після закінчення Другої Пунічної війни Фламінін став одним із децемвірів, кому було надано повноваження наділити ветеранів Сципіона Африканського земельними угіддями в Апулії та Самнії (кінець 201 року до н. е.). У цю комісію входили, окрім усіх інших, троє консулярів (минулих консулів) і двоє преторіїв (минулих преторів), так що у Фламініна, швидше всього, не було шансів вплинути на прийняття рішень. 200 року до н. е. він увійшов до комісії, яка вносила нових поселенців на списки колоністів Венозії; його колегами були тільки почавший свою кар'єру Публій Корнелій Сципіон Назіка і консуляр Гай Теренцій Варрон, винуватець катастрофи при Каннах.

### Обрання консулом
У 199 році до н. е. Тит Квінкцій висунув свою кандидатуру в консули. Лівій у зв'язку з цим каже, що сенат не хотів призначення Фламініна на цю посаду одразу після квестури"; згідно з однієї з існуючих історіографічних думок, це чітко дозволяє датувати квестуру Тита Квінкція 199 роком до н. е.. Автор класичного довідника по римським магістратам Р. Броутон вважає, що слід казати швидше про період між 2003 та 199 роками до н. е..
Фламінін був обраний консулом, і це стало сенсацією для Рима. Кандидату ще не було тридцяти років, він не пройшов в своїй кар'єрі еділитет і претуру. Народні трибуни Марк Фульвій і Маній Курій заявили у зв'язку з цим протест; не добившись свого в народному зібранні, вони звернулися до сенату, але той волів дотримуватися нейтралітету. У результаті народ обрав Тита Квінкція. Важливу роль при цьому зіграли «віддані прихильники з числа переселенців», які приїхали до Риму, щоб підтримати свого кандидата.
В історіографії існують різні думки на рахунок того, як стало можливим обрання Тита Квінкція. Ф. Мюнцер надає при оцінці цієї події ключове значення спорідненості кандидата з родом Фабіїв і його старій дружбі з Клавдіями Марцеллами. Марк Клавдій Марцелл служив разом з Титом Квінкцієм в армії свого батька в 208 році до н. е., а в 199 році до н. е. теж брав участь у виборах і став претором. Союз Фабіїв і Квінкціїв міг привести Фламініна до влади і зробити його умовним лідером фабіанської «партії», яка залишилася без вождя після смерті Максима Кунктатора. У цьому випадку новоявлений консул був політичним суперником Сципіона Африканського.
Згідно гіпотези Р. Хейвуда, Сципіон і Фламінін були союзниками, яких об'єднала симпатія до еллінської культури, і партія Корнеліїв забезпечила Титу Квінкцію обрання, а потім і командування в другій македонській війні. Підтримуючи цю версію, російська дослідниця Н. Трухіна пише, що Фламінін «на початку кар'єри явно тяжів до оточення великого Сципіона». Вирішальну роль при обранні Фламініна, за думкою Трухіної, зіграли як підтримка ветеранів, так і сприяння одного із консулів 199 року до н. е. — Луція Корнелія Лентула, члена угрупування Сципіона.
Х. Скаллард спробував знайти компромісний варіант. Він припустив, що тісні сімейні зв'язки між Квінкціями, Фабіями і Клавдіями Марцеллами дійсно існували, але підтримку Фламініну забезпечив все-таки еллінофіл Сципіон. Трибунів Марка Фульвія і Манія Курія, які намагалися завадити Титу Квінкцію, Скаллард відносить до «партії» Клавдіїв. Підбиваючи проміжні підсумки дискусії, Р. Пфайльшифтер констатує, що залишається до кінця не зрозумілим, яким чином квесторі без серйозних військових заслуг міг бути обраним консулом і, зокрема, як він міг отримати необхідну підтримку нобілітету. Припущення щодо сімейних союзів, грекофільства чи високої кваліфікації кандидата, за думкою німецького антикознавця, залишаються спекуляціями, які не знаходять опори в джерелах. При цьому зрозуміло, що вже у 198 р. до н. е. таке обрання казалося б проблематичним, оскільки колоністи, що підтримали Фламініна, повинні були при першому ж цензі записати у дві певні триби. Внаслідок цього їхній гіпотетичний вплив на результат виборів значно зменшився б.
Колегою Тита Квінкція по консульству став плебей Секст Елій Пет Кат, який теж оминув у своїй кар'єрі претуру. Шляхом жеребкування (історики сперечаються про те, чи проводилася вона чесно чи була тільки інсценуванням) були розподіленні провінції: Пет отримав Італію, а Фламінін — Македонію.

### Друга Македонська війна
Ще в 200 році до н. е. Римська республіка оголосила війну царю Македонії Філіппу V, який почав масштабні завоювання в Егеїді. Ті, хто командував римськими військами на Балканах Публій Сульпіцій Гальба Максим (200—199 роки до н. е.) і Публій Віллій Таппул (199 рік до н. е.) не змогли добитися якихось успіхів. Таким чином, Фламінін, за словами Лівія, «прийняв війну як би заново». Мріючи про те, щоб досягти перемоги якнайшвидше і стати визволителем Греції від македонського панування, він вирушив до своєї провінції вже весною — раніше, ніж це було прийнято. «Тит вважав неможливим… провести рік вдома, приймаючи визнання та займаючись державними справами, і тільки потім виступити в похід, вигадуючи таким чином ще рік влади».
З 8 тисячами піхотинців і 800 кіннотників (це були 3300 римлян та 5500 союзників) Фламінін переправився із Бріндізії на Керкіру, а звідти — в Епір. З ним був брат Луцій, який командував флотом. В Епірі в травні 198 року до н. е. консул прийняв у Публія Віллія Таппула командування над основними силами. Супротивник перекривав римлянам шлях вглиб Балканського півострова, зайняв гірські перевали у ріки Апсос; протистояння тривало тут сорок днів, поки Тит Квінкцій не вирішив прорватися через ворожі позиції. Вже коли почалися бої, до консула явилися місцеві пастухи, які розповіли про існуючий обхідний шлях. По ньому Фламінін направив чотирьохтисячний загін, який зайшов у тил македонян і заставив їх відступити у Фессалію; в цій битві супротивник втратив дві тисячі вояків вбитими.
Маючи вихід на стратегічний простір, Тит Квінкцій не став вторгатися в Македонію, як це робили його попередники. Він рушив на південний захід, вглиб Греції. Дізнавшись про поразку царя, активізувалися союзники Рима — етолійці і афамани, які взяли під свій контроль ряд міст у Фесалії. Сам Фламінін діяв у цьому ж регіоні: він взяв штурмом місто Фалорія, прийняв капітуляцію ще декількох міст, не став витрачати час на непідступний Егіній і почав осаду міста Атрак. Тут римляни зустріли жорсткий супротив. Навіть зробивши проломи в стінах, вони не змогли прорвати оборону, «оскільки порівняння двох бойових вчень, двох видів зброї було явно не на користь римлян». Титу Квінкцію довелося відступити. Він пішов у Фокіду, яка найбільше підходила для зимування, і встановив над нею повний контроль.
У той час флот Луція Квінкція з'єднався з ескадрами Родоса і Пергама, взяв Еретрію і почав підготовку до осади Коринфа. Під впливом від перемог римської зброї ахейці скинули голову союзу Кікліада, який був прихильником дружби з Македонією, і вибрали на його місце Аристена, який виступав за орієнтацію на Рим. Тит Квінкцій направив до ахейців послів, і тим самим йому довелося домовитися про союз, хоча і з певними труднощами (жовтень 198 рік до н. е.)). Але царю Філіпу все ж вдалося втримати контроль над Коринфом і Аргосом.
На цьому скінчилася кампанія 198 року до н. е. Фламінін розмістив свою армію на зимових квартирах у Фокіді та Локриді. За ініціативою царя Філіппа, в городі Нікея відбулася особиста зустріч, під час якої Фламінін вимагав від царя відмови від усіх володінь у Греції, Іллірії і Карії і виконання ряду вимог, висунутих грецькими союзниками Рима. Філіп погодився частково прийняти ці умови. Право остаточного рішення належало сенату, який припинив перемовини, дізнавшись, що македонські посли не уповноважені обговорювати долю Акоринфа, Халкіди і Деметріади (ці три фортеці були головними форпостами Філіппа в Елладі). Війна продовжилася, і вести її в 197 р. до н. е. мав знову Тит Квінкцій, що отримав повноваження проконсула.
Ще до кінця зими на сторону Рима перейшов тиран Спарти Набіс. Це значило повну зовнішньополітичну ізоляцію Македонії. Перед початком нової кампанії Фламінін отримав підкріплення: 6 тисяч піхотинців, 300 вершників і 3 тисячі моряків з Італії, кінні частини і слонів із Нумідії, від царя Масинісси. До його оточення приєдналися як легати два його попередники: Публій Сульпіцій Гальба Максим і Публій Віллій Таппул.

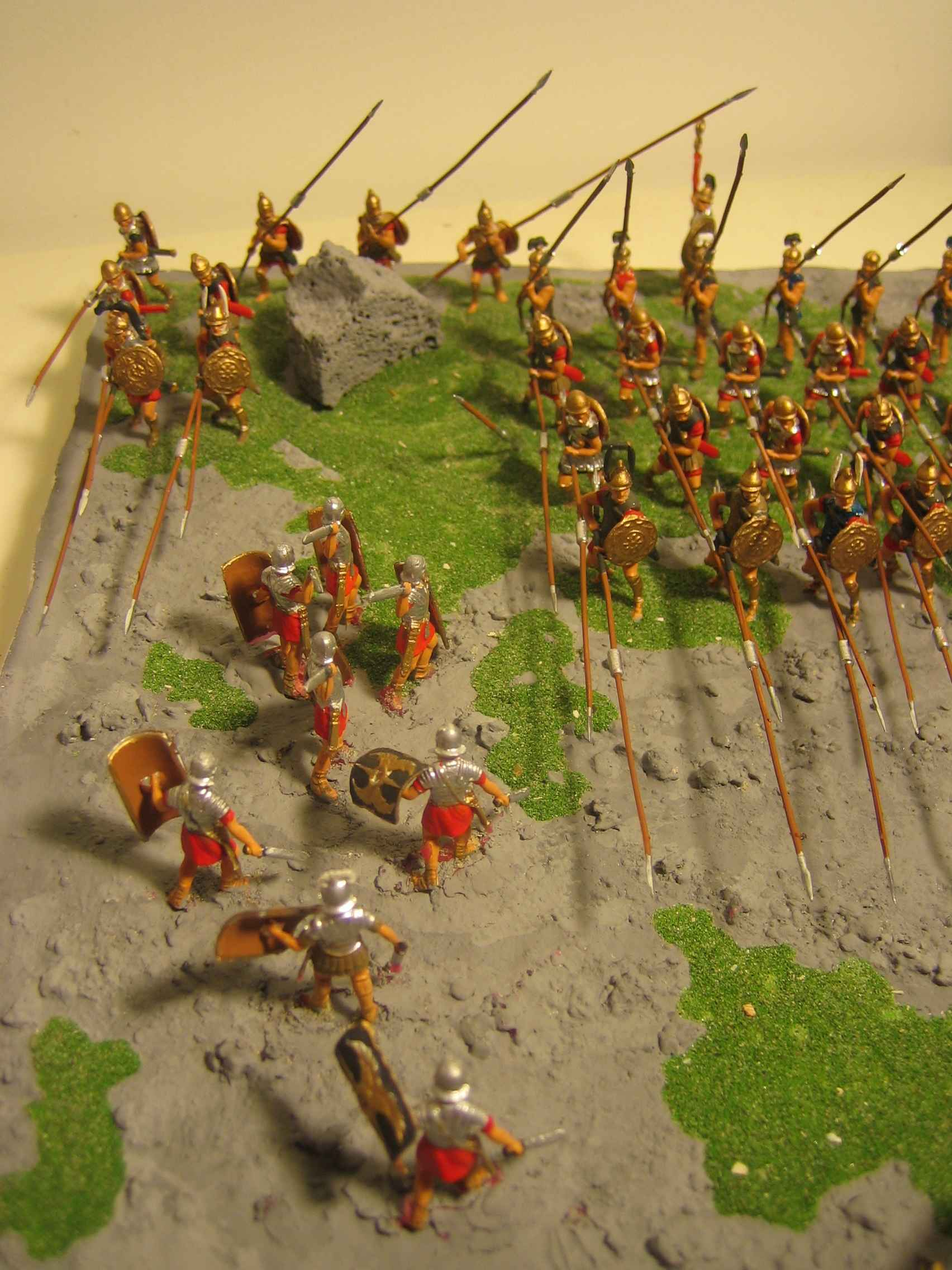
Римляни вклинюються в розриви фаланг

Весною 197 року до н. е. (приблизно наприкінці березня) Тит Квінкцій повів армію на північ. Він примусив міста Беотії до укладання союзу з Римом, а потім пішов до Фесалії. Тут у міста Скотус у червні відбулася зустріч двох армій. Філіп, призвавши на службу 16-річних підлітків та старців, зміг набрати близько 26 тисяч вояків; у Фламініна було приблизно стільки ж воїнів, але завдячуючи етолійцям у нього була перевага в кінноті..
Битва при Кіноскефалах відбулася на горбистій місцевості під назвою Кіноскефали. Воно почалося з випадкової сутички, в яку поступово влилися дві армії повним складом. Праве крило македонської фаланги, яке висунулося вперед, атакуючи вниз по схилу горба, розтрощило ліве крило римлян, але на іншому фланзі склалася протилежна ситуація. Тут македоняни, поспішаючи вступити до бою, порушили побудову — через занадто швидкий рух та нерівну місцевість.

Коли Тит побачив, що його війська не в силах витримати наступ фаланги, що солдати на лівому крилі відтиснені назад, причому частина їх перебита, друга потрохи відступає, і що надію на щасливий результат підтримує тільки праве крило, він швидко повернув в цю сторону, і тут, зрозумівши, що тільки одна частина ворожого війська примикає до бою, інша спускається ще з вершин, а третя стоїть на вершинах, повів на ворога свої маніпули зі слонами попереду. Залишившись без начальника і без команди, не маючи змоги зімкнутися усім разом, вибудуватися в правильну фалангу тому, що місцевість була незручна для цього, що до цього моменту вони були вимушені йти слідом за тими, хто веде бій, і мали похідний стрій, а не бойовий, македоняни не стали чекати нападу римлян і, вже достатньо налякані слонами, кинулися тікати врозтіч.
— Полібій. Загальна історія, XVIII, 25.
Римлянам вдалося отримати на правому фланзі легку перемогу, а потім переможна частина фаланги почала атаку з тилу. Вирішальну роль на цьому етапі, згідно Полібія, зіграла ініціатива одного з військових трибунів (його ім'я джерела не називають), який повів за собою двадцять маніпулів, тобто дві третини легіону. При цьому Г. Гундель впевнений, що цей трибун не міг самостійно наважитися на такий маневр: ймовірно, він діяв відповідно до наказу проконсула. Римське ліве крило на цьому етапі перегрупувалося та пішло в контратаку. Македоняни, які не звикли відбивати наступ з тилу та флангів і до індивідуальних боїв, почала рятуватися втечею; частина фаланги почала підіймати списи на знак капітуляції. За даними Полібія, усього при Кіноскефалах 8 тисяч македонян загинуло і ще 5 тисяч потрапило до полону, коли римлян загинуло близько семиста. Плутарх пише, що до полону міг потрапити і цар, але етолійська кіннота впустила його, оскільки зайнялася грабуванням ворожого табору.
Фламінін, отримавши таку впевнену перемогу, рушив на Ларису. Вже через декілька днів до нього прибули посли Філіппа, які запропонували почати перемовини про мир. Тит Квінкцій погодився, і сторони миттєво домовилися про 15-денне перемир'я. При цьому проконсул не став враховувати думку етолійців, які вважали знищення Македонії як самостійної політичної сили за мету усієї війни. Таку позицію Фламініна античні автори та історики пов'язують з цілим рядом факторів. Відносини з етолійцями зіпсувалися, бо ті привласнили більшу частину здобутку і приписували собі основні заслуги у війні; Тит Квінкцій не хотів, щоб Етоліський союз занадто посилився; він хотів закінчити війну до кінця року, оскільки боявся, що з Риму пришлють нового полководця; в Малій Азії розширяв свої володіння Антіох III, і римляни вже тоді вважали цього царя своїм потенційним суперником, а тому хотіли закінчити війну з Філіппом якнайшвидше; нарешті, відносно сильна Македонія була необхідна для захисту південної частини Балкан від набігів варварів з глибини материка.
У ході мирної конференції, яка відбулася у Темпейского проходу, Філіпп виявив готовність прийняти умови миру від римського сенату. Фламінін, не дивлячись на протести етолійців, уклав перемир'я на чотири місяці за умови виплати 200 талантів і видачі заручників, серед яких був син царя Деметрій. Посланці обох сторін вирушили до Риму; на цьому Друга Македонська війна фактично закінчилася. Останнім ексцесом стали події в Беотії; тут двоє прихильників Рима, Пісістрат і Зевксипп, організували вбивство беотарха Брахілла, який орієнтувався на Македонію. Деякі джерела кажуть про те, що Фламінін майже схвалив це. Один з убивць був страчений, а другий вигнаний; беотійців настільки обурила поведінка проконсула, що вони почали партизанську війну проти римлян. Усього загинуло 500 воїнів з армії Тита Квінкція. Останній вимагав 500 талантів як компенсацію, а не отримавши їх, почав військові дії. Після того, як втрутилися ахейці, він погодився на 30 талантів.

### Звільнення Греції від македонського панування
Сенат і народні збори затвердили мир з Македонією приблизно на початку 196 року до н. е. Після цього на Балкани прибула комісія з 10 чоловік, яка зайнялася спільно з Фламініном організацією нового політичного устрою в регіоні. Філіпп V втратив усі свої володіння за межами Македонії і повинен був вивести свої гарнізони із Греції, Фракії, Малої Азії. Йому довелося віддати увесь флот окрім 5 кораблів, скоротити армію до 5 тисяч воїнів, виплатити контрибуцію в тисячу талантів. Цар зобов'язався узгоджувати з Римом всю свою зовнішню політику і постачати в римську армію допоміжні війська. У результаті, згідно оцінки Т. Моммзена, «Македонія була доведена до повноцінної політичної нікчемності». Родос отримав Карію, Афіни — острови Скирос, Імбос і Парос; розширили свої володіння також царі Іллірії і Афаманії. Етолійці, які хотіли включити в свій союз міста Фесалії і Акарнанії, отримали від Риму відмову; ахейці навпаки, отримали усі ті території в Південній Греції, які раніше контролювали македоняни, в тому числі Коринф. У першій статті мирного договору було написано: «Усім еллінам, як азійським, так і європейським, бути вільними і користуватися власними законами». На чергових Істмійских іграх глашатай оголосив, що римський сенат і проконсул дарують грекам свободу і надають їм право не утримувати в себе гарнізони, не платити кому-небудь данину і жити за власними законами. Це повідомлення викликало всезагальний захват:

Коли рукоплескання стихли, вже ніхто не звертав ніякої уваги на борців, усі як би в стані екстазу говорили без зупинки один з одним, або самі з собою, а по закінченню ігор у надлишку радості і вдячності ледве не задавили Тіта. Справа в тому, що одні з присутніх бажали глянути йому в обличчя і привітати його як свого рятівника, інші старалися доторкнутися до його руки, а натовп закидав його вінками і стрічками і ледве не розірвала на частини.
— Полібій. Загальна історія, XVIII, 46.
Після Істмійськіх ігор Тит Квінкцій здійснив поїздку по Греції, передаючи в окремих містах управління народу. В Аргосі проконсул став розпорядником Немейских ігор і ще раз оголосив про надання еллінам свободи."Об'їжджаючи міста, Тит повсюди встановлював закон і порядок, повну однодумність і взаємну згоду, припиняв хвилювання і повертав вигнанців, не менше радіючи тому, що йому вдається напоумити та примирити греків, ніж своїй перемозі над македонянами". Але римські гарнізони в цей час залишалися в трьох ключових пунктах, з опорою на яких Філіпп раніше контролював усю Елладу: в Акрокоринфі, Халкіді і Еретрії. Антіох влітку 196 року до н. е. вже діяв на фракійському узбережжі, через що сенат вирішив відкласти вивід військ з Греції і вчергове подовжити повноваження Фламініна. Виникла загроза небезпечного для Риму союзу Антіоха, етолійців і спартанського тирана Набіса, який не хотів відмовлятися від Аргоса; щоб ліквідувати цю загрозу, Тит Квінкцій оголосив війну Набісу (початок 195 року до н. е.). Його підтримали Ахейський союз, фессалійці, Пергам, Родос.
Проконсул двигнув на Спарту з 50-тисячною армією. Набіс, який зібрав лише 15 тисяч воїнів, був осаджений у своїй столиці і погодився прийняти від римлян умови миру. Під час особистої зустрічі Тит Квінкцій вимагав, щоб тиран відмовився від Аргоса і від усіх приморських островів, розпустив найманців і передав Риму флот. Набіс погодився на це, але власна армія згодом змусила його поновити військові дії. Під час вирішального штурму римляни змогли прорватися у місто; їм довелося відступити, коли захисники підпалили будинки. Нарешті. Набіс капітулював на попередніх умовах. Щоб зберегти політичну рівновагу на Пелопоннесі, Фламінін не став скидати тирана, включати Спарту у Ахейський союз і повертати в неї вигнанців; замість цього він організував громаду «вільних лаконців» на узбережжі.
Пізніше він сам пояснив це тим, що "впоратися з Набісом можна було, тільки поховавши його під руїнами великого міста.
Зимою 195—194 років до н. е. повноваження Фламініна на Балканах не були подовжені, як це робилося в попередні роки. Один із новообраних консулів, Сципіон Африканский, заявив про свої претензії на командування в цьому регіоні, але сенат постановив, що тримати і далі армію у Греції недоцільно. На початку 194 року до н. е. Тит Квінкцій пройшов маршем до міста Орік в Епірі і переправився морем в Брундізій.

### Між магістратурами (194—191 роки до н.е.)
Шлях Тіта Квінкція з Брундізії в Рим, за словами Лівія, виглядав як тріумф: «спереду везли здобич, яку відняли у ворогів, і лінія возів виглядала не коротше за колонну солдат». У воріт міста Фламініна зустрів сенат, який вислухав полководця і одразу надав йому право на тріумф. Урочиста хода по місту тривала 3 дні: в перший день по вулицям міста провезли зброю і статуї, на другий — золото і срібло, на третій — 114 золотих вінків, отриманих як дар від міст Греції. За колісницею Тита Квінкція крокували, окрім його солдат, римляни, врятовані із рабства, усі з обритими головами. На консульських виборах 193 року до н. е. Тит Квінкцій підтримав кандидатуру свого брата Луція. Розгорнулася серйозна боротьба: серед кандадатів були ще двоє патриціїв — Гней Манлій Вульсон і Публій Корнелій Сципіон Назіка, причому останній був креатурою свого двоюрідного брата Сципіона Африканського. Переможець Ганнібала до того часу уже вісім років був найвпливовішим політиком Риму, і люди з його оточення регулярно добивалися вищих магістратур. Щоправда, його позиції поступово слабшали.
У результаті Луцій Квінкцій отримав перемогу, і це стало великим успіхом для його брата..

### Пізні роки
Влітку чи осінню 183 року до н. е. Тит Квінкцій очолив посольство до царя Віфінії Прусія I, який розпочав війну проти союзника Рима — пергамського царя Евмена II. Згідно Полібія, посли повинні були відвідати і державу Селевкідів, але цілі цієї місії невідомі. Згідно з джерелами, супутниками Фламініна Стали Валерій Анціат, Луцій Корнелій Сципіон Азіатік (консул 190 року до н. е.) та Публій Корнелій Сципіон Назіка.
Наслідком прибуття Фламініна до двору Прусія стало самогубство Ганнібала. Це полководець, якому було вже більше 60 років, незадовго до того знайшов притулок у Віфінії. Корнелій Непот і Помпей Трог стверджують, що добитися його видачі Риму було однією з головних задач посольства; Плутарх пише, що Тит Квінкцій проявив ініціативу: «ніхто не звертав уваги на минулого ворога — безсилого, старого і покинутого щастям. Однак Тит побачив Ганнібала і розлютився, що ця людина все ще жива, і хоча Прусій неодноразово і гаряче просив за вигнанця, який знайшов у нього притулок, і свого друга, але Тит не поступився». У результаті будинок карфагенського полководця був оточений солдатами (чи віфінськими, чи римськими) і Ганнібал, побачивши, що втекти не вдасться, прийняв отруту.
Невідомо, коли Фламінін повернувся на батьківщину. 181 року до н. е. він вже був у Римі і ще раз виявився замішаний у справи македонського двору.
Більше Тит Квінкцій не згадується в джерелах. Лівій каже, що в 174 році до н. е. Тит Фламінін організував з випадку смерті батька поховальні ігри з виставами, бенкетом і роздачею м'яса народу. Виходячи з цих даних, смерть визволителя Греції відносять в історіографії до 174 року до н. е.; можливо, Тит Квінкцій помер від чуми.

## Родина
Тит Квінкцій був одружений з жінкою, яка була у родинних зв'язках з родом Фабіїв. У цьому шлюбі народився Тит Квінкцій Фламінін (консул 150 року до н. е.), який став консулом у 150 році до н. е.

## Характеристика особистості
Особисті якості Тита Квінкція отримали найвищі оцінки з боку його біографа Плутарха й інших античних авторів. Джерела кажуть про благородність, людяність і м'якість Фламініна, про його незмінну доброзичливість, вміння заволодіти симпатією інших. Для Тита Квінкція були характерні здорове честолюбство та жага слави: «він хотів здійснювати благородні і великі подвиги сам, своїми власними силами». Він був вкрай чутливий до спроб інших людей і політичних сил применшити його заслуги. Характерний неспокій, з яким він, за даними Полібія і Лівія, думав під час Другої Македонської війни про можливе призначення йому наступника, який міг би приписати собі перемогу над царем Філіппом.
Фламінін умів бути благородним і сам завжди був готовий допомогти — навіть людям, які в минулому поступили з ним багато. Так було з етолійцями, яких Тит Квінкцій врятував, хоча ті привласнили славу перемоги при Кіноскефалах. При цьому він не був вільний від егоїзму.. Г. Гундель припускає, що Фламінін в силу певних обставин був природженим дипломатом. При цьому Тит Квінкцій був у першу чергу солдатом і полководцем. Цицерон називає його «найхоробрішим воїном»; сучасники вважали його одним із двох найкращих воєначальників епохи наряду з Сципіоном Африканським.
В історіографії отримала популярність характеристика Фламініна Т. Моммзена:

Це була дуже даровита людина, яка тільки що досягнула тридцятирічного віку; він належав до молодшого покоління, яке починало відкидати разом зі звичаями прадідів і їх застарілий патріотизм і яке хоча ще не перестало піклуватися про свою батьківщину, але було вже більше зайняте самим собою та еллінізмом. Майстерний воєначальник і ще більш майстерний дипломат, він у багатьох відношеннях відмінно підходив для вирішення складних грецьких питань.
— Моммзен Т. История Рима. Т. 1. Ростов н/Д., 1997. С. 555.
Далі німецький історик розповів, що за його думкою Тит Квінкцій плекав занадто велику симпатію до еллінів, що його занадто легко було підкупити лестощами і що він не обходився з Грецією так, «як вона того вартувала».